# Jordan Webb
Jordan Webb (24 marzo 1988) è un ex calciatore canadese, di ruolo centrocampista.

## Biografia
Webb ha frequentato la Pine Ridge Secondary School.

## Carriera

### Club
Dopo aver iniziato nelle giovanili dell'East York Komets, nell'agosto 2007 ha firmato una borsa di studio di calcio di due anni con lo Iowa Central Community College. Al di fuori del college ha giocato nella USL Premier Development League dal 2007 al 2009 con Cleveland Internationals, Springfield Demize e Toronto Lynx. Nel 2009, ha giocato con l'Italia Shooters nella Canadian Soccer League. Ha iniziato la sua carriera professionale nel 2010, giocando per Hougang United, Home United, Young Lions e Tampines Rovers. Ha firmato con il Warriors per la stagione 2017. Nel marzo 2017, Webb ha affermato di essere stato vittima di un abuso razziale diffamatorio in una partita della S.League, affermando che il giocatore del Balestier Khalsa, Raihan Rahman, aveva usato un termine dispregiativo nei suoi confronti.
È tornato al Tampines Rovers dopo una stagione con il Warriors per la stagione 2018 della S.League, con l'allenatore del Tampines che lo ha definito uno delle migliori ali di Singapore.

### Nazionale
Nel novembre 2015 ha annunciato il suo desiderio di giocare con la nazionale singaporiana, previa ricezione di un passaporto singaporiano.